# GFEZ Bay Area Free Economic Zone
Свободная экономическая зона «Кванъян» (англ. GFEZ Bay Area Free Economic Zone, кор. 광양만권경제자유구역) — одна из ведущих южнокорейских экономических зон, была основана в 2003 году, с целью создания лучшего в мире центра логистики и развитой промышленности. Вклад GFEZ в ВВП Республики Кореи составляет 10 %.
- Расположение: Республика Корея,Округ Йосу, Сунчхон, город Кванъян, уезд Хадон провинции Кёнсан-Нам
- Масштаб: 23 комплекса 5 районов, общая площадь 85 кв. км.
- Период проекта: 2003-2020
- Общий бюджет: 18 триллионов, 924.3 миллиарда вон (на развитие районов — 14 триллионов 329 миллиарда вон, на развитие инфраструктуры — 4 триллиона 595.3 миллиарда вон)
- Сумма инвестиций: 4 триллиона 755.6 миллиарда вон (на развитие районов — 2 триллиона 920.1 миллиарда вон, на развитие инфраструктуры — 1 триллион 835.5 миллиарда вон)

Наземный, морской и воздушный транспорт связаны посредством порта «Кванъян», который является вторым по величине портом Республики Корея. Металлургический завод POSCO Кванъян, который является номером 1 по производству стали в мире, и национальный промышленный комплекс Йосу, находясь в непосредственной близости друг от друга, делают область чрезвычайно привлекательной для смежных отраслей.
Находясь на юге Корейского полуострова, GFEZ окружен красивой природой и историческими культурными ценностями, что является благоприятной средой для ведения бизнеса и проживания в окрестностях данной зоны.

## Развитие районов
В рамках Экономической зоны «Кванъян», разработан план пошагового усиленного развития районов, действующий до 2020 года. Экономическая зона включает в себя пять районов, Кванъян, Юльчхон, Щиндок, Хваянг, Хадонг, каждый из которых имеет свой концепт развития.

### Кванъян
Основной концепт района Кванъян (кор. 광양지구) развитие логистики, путем создания спектра услуг, который поможет активизировать транзитные грузы в целях обеспечения роста в качестве логистического центра Северо-Восточной Азии. Так же развитие логистического сектора идет путем согласования с национальной системой двух портов и привлечение логистики через центр производственных материалов, связанных с кластеризацией стали и цветными металлами.
Для этого ведется поэтапное развитие 6 комплексов, включающих контейнерный терминал Кванъян порта, 1 и 2 платформу прибрежных зон контейнерного терминала, терминал CST металлургического завода, промышленный комплекс Хвангым и область Сонгхван.

### Юльчхон
Концепт развития для района Юльчхон (кор. 율촌지구) предусматривает прежде всего активизацию функции производства, за счет инфраструктуры, которая связывает заводы между собой, нефтехимический комплекс Йосу и металлургический комбинат, который входит в состав промышленного комплекса, активизирующего контейнерный терминал. Ведется ежегодное развитие 4 комплексов для данного концепта: 1-2-3 промышленный комплекс Юльчхона и строительство порта Юльчхона.

### Щиндок
Район Щиндок (кор. 신덕지구) отвечает за активизацию работы экономической зоны в сферах образования, медицинского обслуживания. Также данный район отвечает за работы, связанные с строительством центра для проживания иностранцев, создание комфортных условий и благоприятной среды для обучения, проживания и отдыха. Щиндок включает в себя 6 комплексов: Прибрежный район Щиндэ, логистический распределительный комплекс Квангянг, промышленный комплекс Хэренг, и еще две прибрежные зоны.

### Хваянъ
Район Хваянъ (кор. 화양지구) отвечает за привлечение туризма, отдыха, спорта и курортную отрасль, так как располагается в центре туристической зоны. Данный концепт ведется за счет привлечения частного капитала.

### Хадонъ
Концепт района Хандонъ (кор. 하동지구) состоит в привлечении судостроительной отрасли промышленности. Работа по судостроению осуществляется благодаря совместной деятельности с металлургическим комбинатом Кванънн. Хандонъ так же сотрудничает с районами отвечающими за бизнес, отдых и проживание.
Этот район состоит из 4 комплексов: Судостроительный промышленный комплекс Galsa Bay, прибрежная зона Докчхон, зона Дэу и промышленный комплекс Дэсонъ.

## Внешние ссылки
- Официальный Сайт GFEZ Bay Area Free Economic Zone
- Imagine your Korea